# Roland Gretler

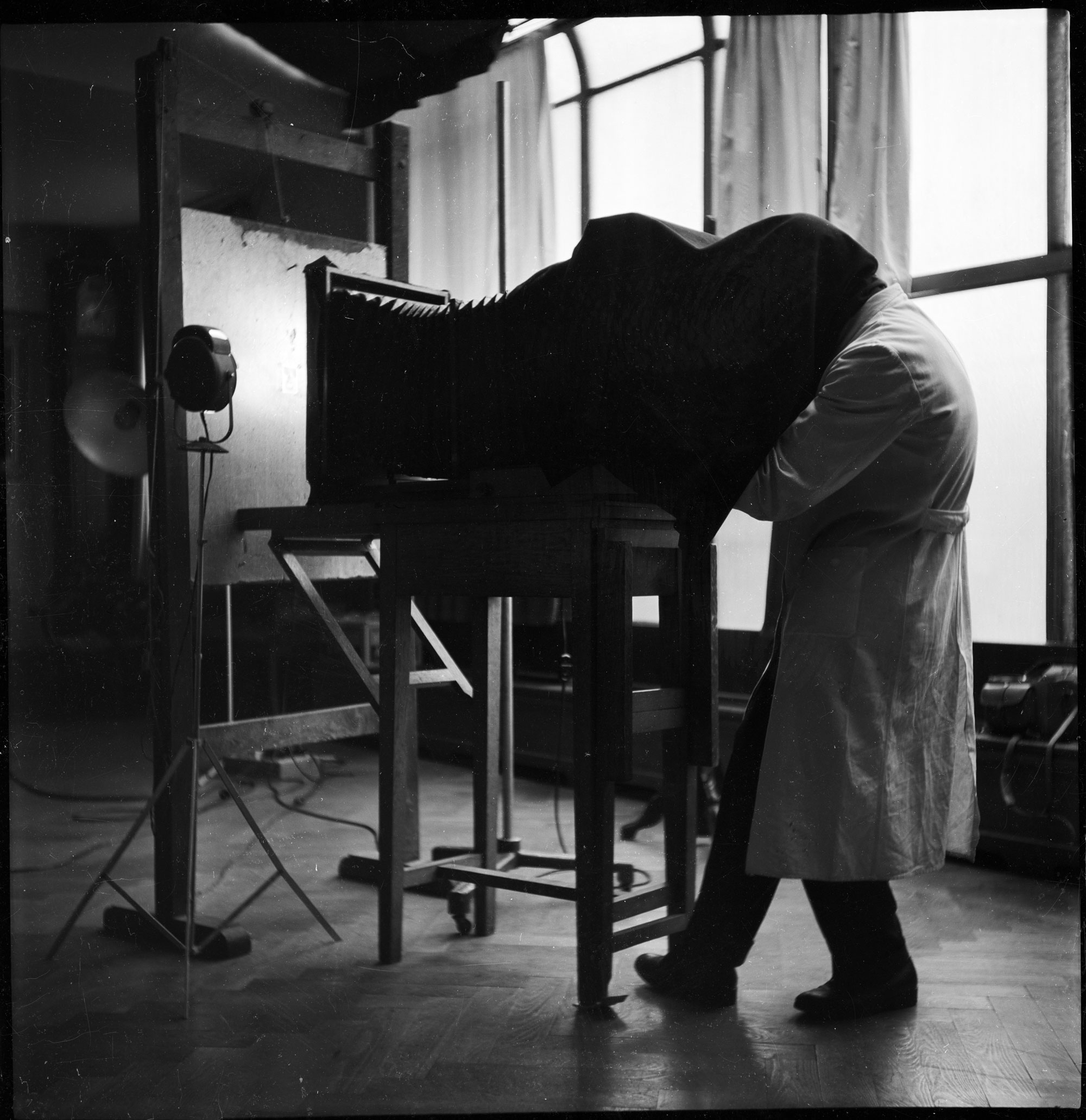
Roland Gretler mit einer Repro-Grossformatkamera, Stativ, Staffelei und Licht. Die Aufnahme entstand 1958 im Atelier J. Meiner & Sohn in Zürich.

Roland Gretler (* 30. Mai 1937 in St. Gallen; † 22. Januar 2018 ebenda) war ein Schweizer Fotograf und Sozialforscher. Er arbeitete zuerst für die Industrie und die Werbung und gründete Anfang der 1970er Jahre sein Panoptikum zur Geschichte der Arbeiterbewegung. Er war ein anerkannter Fotohistoriker und 68er-Agitator.

## Leben

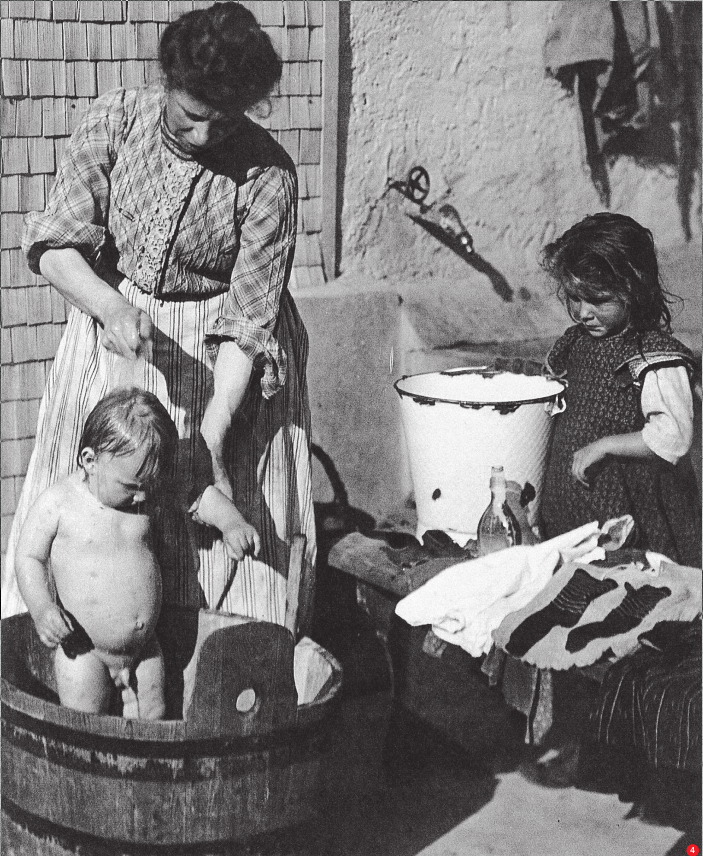
Foto aus Gretlers Sammlung: Eine Arbeiterin und Mutter mit Kindern in der Ostschweiz (um 1900)

Roland Gretler verliess vor dem Abschluss an der Handelsschule in St. Gallen diese, um am Schweizerischen Tropeninstitut in Basel zu arbeiten. Er erlangte ein Diplom als Pflanzer und absolvierte ein landwirtschaftliches Praktikum im Gutsbetrieb Maggi Kemptthal. Dann begann er in Zürich bei Hans Meiner, der das Fotostudio von seinem Vater Johannes Meiner übernommen hatte, eine Lehre als Fotograf. Er wechselte zu René Groebli und arbeitete bei ihm als Volontär und angestellter Fotograf. Anschliessend war er Leiter des Fotoateliers der Werbeagenturen Walter Greminger und Rudolf Farner. Schliesslich eröffnete er sein eigenes Atelier für Werbe-, Industriefotografie und Sachaufnahmen.

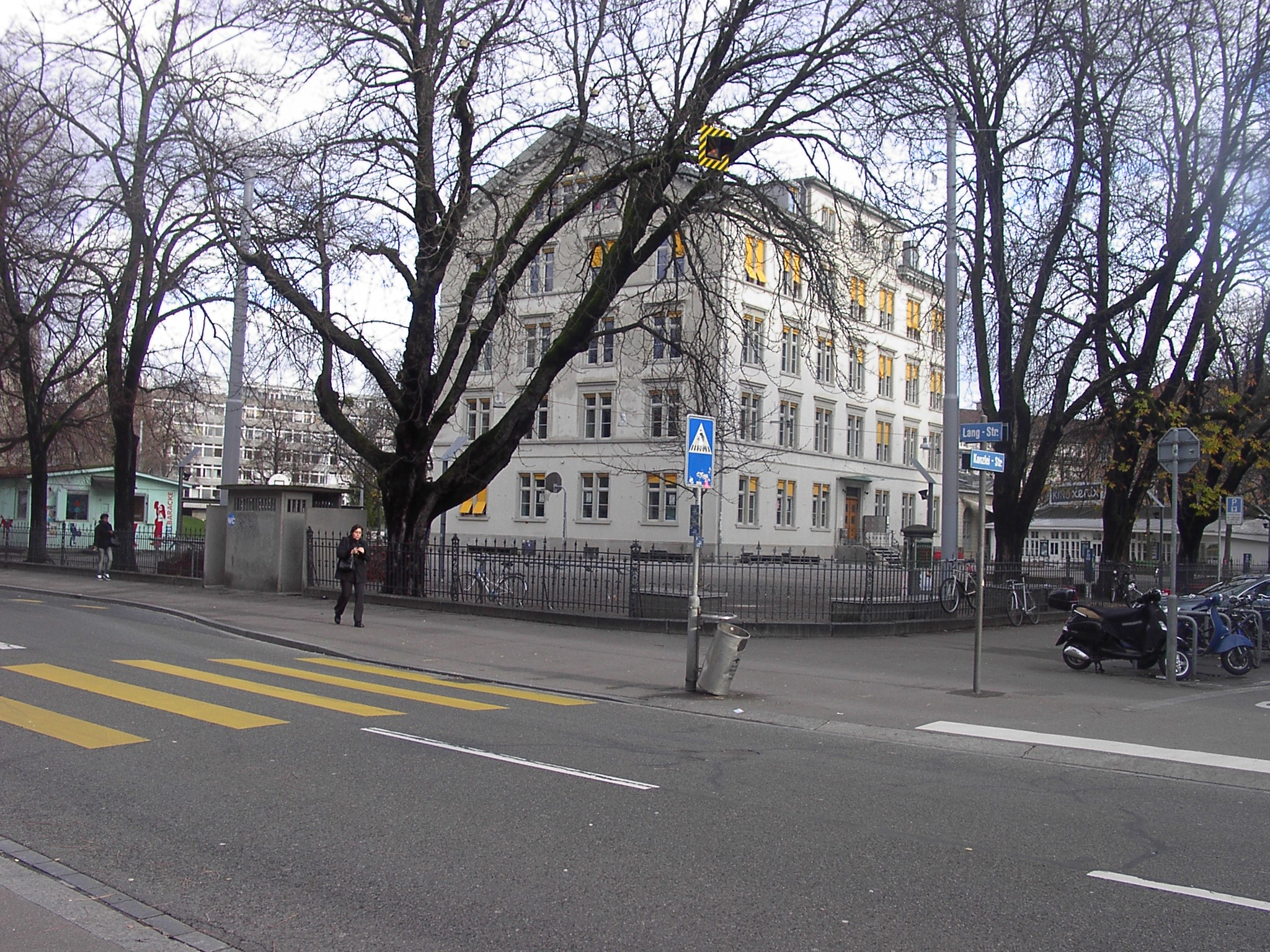
Gretlers Panoptikum zur Sozialgeschichte befand sich bis 2019 im Kanzlei-Schulhaus in Zürich

In der Zeit um 1968 wurde er politisch aktiv. Er war mit Niklaus Meienberg befreundet, mit dem er auch zusammenarbeitete. Sein Interesse an der Sozialgeschichte bewog ihn, Anfang der 1970er Jahre eine Sammlung von visuellen Dokumenten zur Geschichte der Arbeiterbewegung aufzubauen, benannt GRETLERs PANOPTIKUM zur Sozialgeschichte. Es war ein in dieser Form einzigartiges Archiv zur Schweizer Arbeiterbewegung und befand sich im Kanzlei-Schulhaus im Zürcher Kreis 4. Nach Gretlers Tod wurde die Sammlung aufgelöst, alle rund 100'000 Fotos und weitere Teile wurden vom Schweizerischen Sozialarchiv übernommen, Plakate gingen an die Sammlung der Zürcher Hochschule der Künste, weitere Objekte gingen an weitere Institutionen.
Gretler lebte zusammen mit seiner Frau Anne Gretler-Epprecht in Herisau. Er war Vater zweier Kinder: Roland Gretler-de Menezes (1963–2019) und Sarah Barbara Gretler.

## Ausstellungen
- 1986: Zürich, Stadthaus, «Fotografen sehen ihre Stadt»
- 2013: St. Gallen, Kulturraum am Klosterplatz, «Gretlers Panoptikum zur Sozialgeschichte»[12]

## Auszeichnung
- 2002: Kulturpreis Schweizerischer Gewerkschaftsbund SGB